# 尼古拉·尼科洛夫 (排球運動員)
尼古拉·尼科洛夫（1986年7月29日—）是一位保加利亞排球運動員。他是保加利亞國家排球隊的一員，代表保加利亞參加了2015年歐洲排球俱樂部。